# 中国南方航空集团
中国南方航空集团有限公司，简称南航集团，是一家总部设在中国广州的中央企业，與中国航空集团和中国东方航空集团合稱中國三大航空集團。
旗下的上市航空公司——中國南方航空股份有限公司则主要提供中國大陸境內、兩岸四地和国际航空客运、货运及邮运服务。

## 历史
1984年，中国民航局进行重组，将其业务部门分拆为4个主要的航空公司，其中民航广州管理局下辖中国南方航空公司，1987年4月9日注册成立，并于1991年2月1日正式挂牌，作为民航广州管理局在进行业务经营活动时对外使用的名称。
1992年12月20日，中国民用航空局实施体制改革，中国南方航空公司与民航广州管理局正式分开，成为自主经营、自负盈亏的经济实体，直属中国民用航空局。原民航广州管理局改为民航中南管理局，不再进行民航的经营业务活动，仅从政策上对其进行监督与管理。1993年1月，中国南方航空公司被国家批准更名为中国南方航空（集团）公司，并以公司为核心企业组建中国南方航空集团。
1995年3月，公司为进一步转变经营机制，建立现代企业制度，成立了中国南方航空股份有限公司，中国南方航空（集团）公司更名为南方航空（集团）公司，中国南方航空股份有限公司为南方航空（集团）公司全资子公司。中国南方航空股份有限公司继承南方航空（集团）公司航空运输相关业务、资产及负债，南方航空（集团）公司则保留非航空运输相关业务、资产及负债。1997年7月31日，中国南方航空股份有限公司在香港联合交易所及美国纽约证券交易所同时上市。
2002年10月11日，根据国务院批复精神，以南方航空（集团）公司为主体，联合中国北方航空有限公司及新疆航空有限公司组建中国南方航空集团公司。
2017年11月23日，南航集团发布公告称，根据国家有关国有企业公司制改制工作部署，中国南方航空集团公司由全民所有制企业改制为国有独资企业，改制后名称为中国南方航空集团有限公司，改制后注册资本为117亿元人民币。
2019年7月20日，地方國企广东恒健投资控股有限公司、广州市城市建设投资集团有限公司、深圳市鹏航股权投资基金合伙企业（有限合伙），以现金方式各向中国南方航空有限集团公司增资100亿元，合计增资300亿元。中国南方航空集团有限公司从国有独资企業转变为多元股东的国有全资公司。

## 组织架构
截至2022年12月31日，拥有9家全资公司、4家控股子公司和18家参股公司。

### 内设机构
- 行政管理部（党组办公室）
- 董事会办公室
- 战略规划投资部
- 组织人事部
- 人力资源部
- 财务部
- 安全监察部
- 法律标准部
- 政策研究室
- 深化改革领导小组办公室
- 审计部
- 纪检监察组办公室
- 集团党组巡视工作领导小组办公室
- 宣传部
- 群团工作部
- 科技信息与流程管理部

### 全资子公司
- 中国南航集团资本控股有限公司
- 广州南航建设有限公司
- 南龙控股有限公司
- 深圳市白云航空旅游有限公司
- 南航集团北京经济开发有限公司
- 中国南方航空集团深圳有限公司
- 中国北方航空有限公司
- 新疆航空有限公司

### 控股企业
- 中国南方航空股份有限公司
- 中国南航集团财务有限公司
- 中国南航集团文化传媒股份有限公司
- 南航通用航空股份有限公司
- 南航集团经济发展公司
- 深圳航空食品有限公司

### 参股企业
- 中国航空器材有限责任公司
- 阳光保险集团股份有限公司
- 广州银行股份有限公司
- 中海南航建设开发有限公司
- 广州南航工程监理有限公司
- 民航数据通信有限责任公司
- 深圳民航凯亚有限公司
- 海南民航凯亚有限公司
- 中国南方航空集团海南有限公司
- 招商积余南航（广州）物业服务有限公司

## 争议

### 贪污丑闻
2001年8月，南航集团原财务部长陈利明、原副总经理彭安发商定，利用该集团的银行信用贷款，委托证券公司进行有固定回报的投资理财业务。从2001年8月至2005年7月，陈利民利用职务之便，收受贿赂5367万元、贪污公款1200多万元、挪用公款11.9亿元；并伙同彭安发挪用银行信用贷款供个人和朋友使用。案发后，该案成为有史以来广州受贿及挪用公款最大的一起案件。广州市中级人民法院以受贿罪、挪用公款罪两罪并罚，判处陈利明死刑缓期两年执行，并处没收个人全部财产；以国有公司人员失职罪判处彭安发有期徒刑5年。
2011年，南航总工程师张和平等九名高管被抓并判重刑，检察机关指控，张和平收受贿赂719.1万元。
2014年11月，中央巡视组开始其第三次巡视，巡视目标包括南航。2014年12月起，调查结果出炉，南航集团建设开发公司总经理兼党委副书记胡志群、南航财务部总经理卢宏业、财务部女经理陶荔芳、因涉事被查，卢宏业与其下属陶荔芳曾于2009年1月至2011年6月于广州高级酒店开房共计410天，房费达36万元。12月30日，南航副总经理陈港、运行总监田晓东二人因涉嫌职务犯罪，已被立案侦查并免除二人职务。2015年1月5日，南航股份副总经理、财务总监、总会计师徐杰波、副总经理周岳海因涉嫌职务犯罪亦被立案侦查。2015年1月7日，媒体曝光称南航前副总经理董苏光被调查，1月9日，南航发布微博称此消息为谣言：“南哥刚才把华夏时报的“猛料”给董苏光老总看了。董总宽厚地大笑，让南哥跟这位记者说，洗洗早点睡吧，明儿还要爬白云山锻炼身体呢。别净把力气都花在网络造谣上。”2015年11月4日，南航董事长司献民涉严重违纪被组织调查。

### 政策倾斜
作为中国三大航空公司之一的中央企业，中国政府一直在资助及补贴中国南方航空，公司的盈利能力很大程度上来自于政策扶持，而不是自身的经营管理。仅靠收取燃油附加费及人民币升值带来的汇兑收益这两项不需要航空公司努力、且几乎没有附加成本的收益，占到公司2010年利润总额的65%。在2009年8月，南航获得国资委15亿元人民币的注资，距离上一次注资30亿元的2008年11月仅间隔不到一年时间。此举引发业界的疑议。有分析家认为，此注资在时机和金额上都存在问题。并认为其做法不公，破坏了现有市场的平衡。当时国内航空业正在回暖，国家没有理由在此时再向航空公司注资。2009年前三季度，政府对南航的补贴达15.66亿元，尽管如此，南航自2003年在国内主板上市以来，仅在2007年没有录得亏损，净利润为18.2亿元，并主要得益于人民币升值带来的汇兑收益的巨额增加。而在2003年度境内报表中虽录得1449万元的盈利，但与其境外的财务报告差异额达37276万元,差异幅度达2572.85%，这个差异曾经在市场引起巨大争议。此外，南航在航线审批、航班时刻申请、飞机引进、资本金注入等直接关系其盈利水平的行政审批事项上，也获得了明显的优势。
截至2009年9月30日，南航总资产925亿元，总负债793亿元，资产负债率达85.73%。信用评级公司惠誉国际曾对南航的财务状况表示担忧，称南航存在高财务杠杆、大量资本性支出承诺、应对高油价和控制成本的能力脆弱等问题。

## 外部連結
- 中國南方航空集团公司